# Distretto di Oxamarca
Il distretto di Oxamarca è uno dei dodici distretti  della provincia di Celendín, in Perù. Si trova nella regione di Cajamarca e si estende su una superficie di 292,52 chilometri quadrati.

Istituito il 27 dicembre 1923, ha per capitale la città di Oxamarca; al censimento 2005 contava 6.794 abitanti.